# Síndrome de reconstitución inmune
El síndrome de reconstitución inmune (SRI) (en inglés Immune reconstitution inflammatory syndrome, IRIS)) es una enfermedad observada en algunos casos de inmunosupresión (como sida) en los que el sistema immune, al empezar a recuperarse, responde a una infección oportunista adquirida previamente con una inflamación desmesurada que, paradójicamente, empeora los síntomas de la infección.